# Ian Archibald Richmond
Sir Ian Archibald Richmond, CBE, FBA, FSA (* 10. Mai 1902 in Rochdale; † 5. Oktober 1965 in Oxford) war ein britischer Klassischer und Provinzialrömischer Archäologe.

## Leben und Werk
Ian Archibald Richmond besuchte die Ruthin School und studierte von 1920 bis 1924 am Corpus Christi College der University of Oxford Archäologie, Philologie und Alte Geschichte. Bereits als Student veröffentlichte er erste wissenschaftliche Studien (unter anderem zu den Geographika des Ptolemaios). Von 1924 bis 1926 hielt er sich als Stipendiat an der British School at Rome auf und legte dort den Grund für seine Studien zur römischen Archäologie und Topographie. Ab 1926 war er Lecturer für Klassische Archäologie an der Queen’s University Belfast. Während dieser Zeit vertiefte er seine Studien zur römischen Geschichte Britanniens, indem er mit Eric Birley, Robin George Collingwood und Frank Gerald Simpson den Hadrianswall erforschte. 1930 wurde Richmond zum Direktor der British School at Rome berufen, aber diesen Posten musste er aus gesundheitlichen Gründen bereits 1932 abgeben. Er blieb in Rom und nutzte die Zeit seiner Erholung zur Fortführung seiner Studien zum Hadrianswall und für die postume Herausgabe von Thomas Ashbys Werk über die Aquädukte in Rom (erschienen 1935).
Im Januar 1935 ging Richmond als Dozent für Römisch-Britische Geschichte und Archäologie an das Armstrong College der University of Durham, das sich in Newcastle upon Tyne befand. Dort heiratete er 1938 die Kaufmannstochter Isabel Little, mit der er einen Sohn und eine Tochter hatte. In Newcastle blieb Richmond über zwanzig Jahre lang, unterbrochen nur von seinem kurzen Einsatz im Zweiten Weltkrieg und von Gastvorträgen in Edinburgh, Cambridge und Oxford. 1943 wurde er zum Reader ernannt, 1950 zum (persönlichen) Professor. Während dieser Zeit fungierte er auch als Public Orator und zwei Jahre lang als Dekan der Faculty of Arts. 1956 nahm Richmond einen Ruf an die University of Oxford an, wo er am All Souls College den neu eingerichteten Lehrstuhl für die Archäologie des Römischen Reichs einnahm. Er versah auch weiterhin verschiedene Ehrenämter: Von 1958 bis 1961 war er Präsident der Society for the Promotion of Roman Studies, von 1959 bis 1964 Direktor, danach bis zu seinem Tod Präsident der Society of Antiquaries of London.
Für seine akademischen Verdienste erhielt Richmond zahlreiche Auszeichnungen: 1958 wurde er zum Commander des Order of the British Empire ernannt und 1964 zum Ritter geschlagen. Er war Ehrendoktor der Universitäten in Belfast, Cambridge, Edinburgh, Leeds, Manchester und Newcastle (Durham) sowie Mitglied der British Academy (ab 1947) und des Deutschen Archäologischen Instituts (ab 1933).

## Schriften (Auswahl)
- The City Wall of Imperial Rome. Oxford 1930
- Roman Britain. London 1947
- Archaeology and the after-Life in Pagan and Christian Imagery. New York 1950
- The Pelican History of England. Vol. 1: Roman Britain. London 1955. Neuausgabe 1963
- Peter Salway (Hrsg.): Roman Archaeology and Art. Essays and Studies by Sir Ian Richmond. London 1969

Herausgeberschaft
- Thomas Ashby: The Aqueducts of Ancient Rome. Oxford 1935
- John Collingwood Bruce: Handbook to the Roman Wall. 10. Auflage, Newcastle 1947. 11. Auflage, Newcastle 1957. 12. Auflage, Newcastle 1966
- Robin George Collingwood: The Archaeology of Roman Britain. Zweite, überarbeitete Auflage, London 1968